# Lua Cheia / Claro que o Sol
Lua Cheia / Claro que o Sol é um single duplo da banda santista de pop rock, Zimbra lançado em março de 2020 e apresenta duas músicas intituladas no nome da obra. 

## História
Lua Cheia, apesar de ser lançada em 2020, é uma música da época do EP Mocado de 2014, o que justifica a semelhança na sonoridade. “Um pouco antes da época de gravar [a ‘Lua Cheia’], começamos a tocá-la nos ensaios e pensamos: ‘cara, tá muito da hora!’. Percebemos que, por termos estudado mais os instrumentos, os arranjos, as produções, entre diversas outras coisas, conseguimos dar uma cara pra ela que não rolava na época”, diz Bola, numa entrevista ao site Minuto Indie.

## Gravação e Produção
Produzidas pela própria banda em parceria com Bruno Pelloni, as faixas misturam elementos que vão do rock, soul à MPB dos anos 60/70. "Lua Cheia" traz uma sonoridade parecida com que a banda tinha explorado em 2014, no Mocado, ritmo dançante e mistura o funk e o soul brasileiro dos anos 70. O lado B do single conta com "Claro que o Sol" com uma sonoridade não muito diferente do que já vinha sendo apresentado, mas ainda se percebe a busca de outros elementos na música Sobre a busca de novas sonoridades, o vocalista Rafael Costa, o Bola, diz que era algo que a banda buscava após terem lançados dois álbuns de forma consecutiva.“Os singles nos permitem experimentar coisas individuais sem ter um compromisso 100% conceitual. Depois de termos lançados dois álbuns completos recentemente, optamos por nos arriscarmos mais, experimentar e testar coisas que queríamos, mas sem perder nossa identidade”, conta. Ambas as músicas ganharam clipes. O EP foi gravado nos Estúdios Sunshine e foi a primeira vez que o grupo produziu um trabalho por conta própria.

## Narrativa
As  faixas, assim como os clipes, contam duas histórias distintas, porém complementares. “Lua Cheia” fala da relação lúdica entre o personagem principal, a Lua, e tudo o que ela representa enquanto está no céu: A magia e o poder de eternizar momentos. Já “Claro Que o Sol”, coloca em xeque a dúvida existencial e traz a reflexão quando chega a manhã. "Desde o lançamento do EP, a ideia era brincar com esse conceito de Lua/Sol, noite/dia, agitação/introspecção. Para o clipe de "Lua Cheia", gostaríamos que fosse uma festona, então quando os diretores Fabrizio Toniolo e Bruno Couto apresentaram o roteiro para o 2º clipe com um enredo reflexivo e cheio de significados casou perfeitamente. Também era uma boa oportunidade para relacionar visualmente os dois singles e ampliar a história do personagem que é um velho conhecido da nossa videografia", conta o baterista Pedro Furtado.

## Faixas
Todas as faixas escritas e compostas por Rafael Costa. 
| N.º            | Título            | Duração |  |
| 1.             | "Lua Cheia"       | 3:00    |  |
| 2.             | "Claro que o Sol" | 3:47    |  |
| Duração total: | Duração total:    | 6:47    |  |